# Scott Aversano
Scott Aversano, född 1970, är en amerikansk filmproducent.

## Filmografi (urval)
- 2002 – Orange County
- 2002 – Changing Lanes
- 2003 – School of Rock
- 2004 – The Manchurian Candidate
- 2004 – Team America (originaltitel: Team America: World Police)
- 2004 – Lemony Snickets berättelse om syskonen Baudelaires olycksaliga liv (originaltitel: Lemony Snicket's A Series of Unfortunate Events)
- 2006 – Hemma bäst (originaltitel: Failure to Launch)
- 2009 – The Last Airbender
- 2010 – Killers